# 交野市立図書館
交野市立図書館（かたのしりつとしょかん）は、大阪府交野市が設置・運営する公立図書館の総称。本館は交野市立倉治図書館。

## 特色
全ての図書館でバーコード式の貸出カードで本を借りる事ができる。
交野市の在住・在学・在勤者と、北河内7市広域利用者（枚方市、寝屋川市、守口市、門真市、大東市、四條畷市在住・在学・在勤者）が利用登録可能である。ただし、広域利用者は予約・リクエストをすることができない。

## 沿革
- 1973年(昭和48年） 10月 教育文化会館図書館開室。
- 1975年(昭和50年)  2月 自動車文庫運行開始。
- 1977年(昭和52年)  4月 青年の家図書室開室。10月 星田コミュニティーセンター図書室開室。
- 1980年(昭和55年)　2月 自動車文庫車1台増加。9月 動く図書分室開始（自治会館等の部屋を巡回）。
- 1983年(昭和58年)　4月 第1児童センター（幾野）図書室開室。
- 1996年(平成8年) 　4月 倉治図書館開館。
- 2001年(平成13年)  6月 交野市立図書館・図書室火曜日開館試行実施開始。11月 倉治図書館地域資料コーナー設置。
- 2002年(平成14年)　10月 北河内７市図書館広域利用開始 。
- 2003年(平成15年)  4月 ブックスタート（講話、相談、紹介冊子配布等）開始。
- 2005年(平成17年)  4月 インターネット蔵書検索開始。
- 2006年(平成18年)  1月 大阪府立図書館横断検索参加館。6月 インターネット予約サービス開始。
- 2007年(平成19年)  4月 ４か月児健診のブックスタート（講話、相談、紹介冊子配布等）開始。
- 2008年(平成20年)　4月 青年の家図書室祝日開室試行実施開始 。星田コミュニティーセンター図書室午前開室試行実施開始。
- 2012年(平成24年)  3月 青年の家図書室大活字図書コーナー設置。4月 平成２４年度子どもの読書活動優秀実践図書館文部科学大臣表彰。
- 2013年(平成25年)  5月 国立国会図書館レファレンス協同データベース事業参加。
- 2014年(平成26年)  4月 倉治図書館 祝日開館（午前１０時～午後５時）。青年の家図書室 平日（火～木曜日）午後７時まで開室（金曜は１２年に実施済）。
- 2015年(平成27年)　12月 ブックスタートで絵本の配布開始。
- 2016年(平成28年)　12月 ぬいぐるみおとまり会開始。
- 2017年(平成29年)　10月 第１児童センター（幾野）図書室が「こども図書室」としてリニューアルオープン。
- 2019年(令和元年)　9月 星田コミュニティーセンター図書室閉室（移転準備のため）。12月 交野市立星田会館図書室開室。

## 倉治図書館
1996年（平成8年）に開館。交野市立図書館の拠点的な役割を持つ。

## 分館

### 青年の家図書室
青年の家図書室の延床面積は271m2。2017年（平成29年）の蔵書数は56,000冊。所在地は私部2丁目29番1号。

### 星田コミュニティーセンター図書室
星田コミュニティーセンター図書室の延床面積は62m2。2017年（平成29年）の蔵書数は約2万冊。所在地は交野市星田1丁目49番5号。

### 第1児童センター（幾野図書室）
星田コミュニティーセンター図書室第1児童センター（幾野図書室）の専門分野は児童書と子育て関連書。所在地は交野市幾野2丁目6番1号。リニューアル中のため、2017年（平成29年）4月1日から9月30日まで休室。

## 自動車文庫ブンブン号
主に図書館(室)から遠い地域を重点的に、本を載せて市内の決まったステーションを巡回している移動図書館車。1975年よりサービスを開始し、2025年4月現在で6代目の車となる。